# Das Problem der Freiheit
Das Problem der Freiheit ist eine Rede, die Thomas Mann für den 17. Internationalen PEN-Kongress in Stockholm im September 1939 verfasst, aber nicht gehalten hat.

## Inhalt

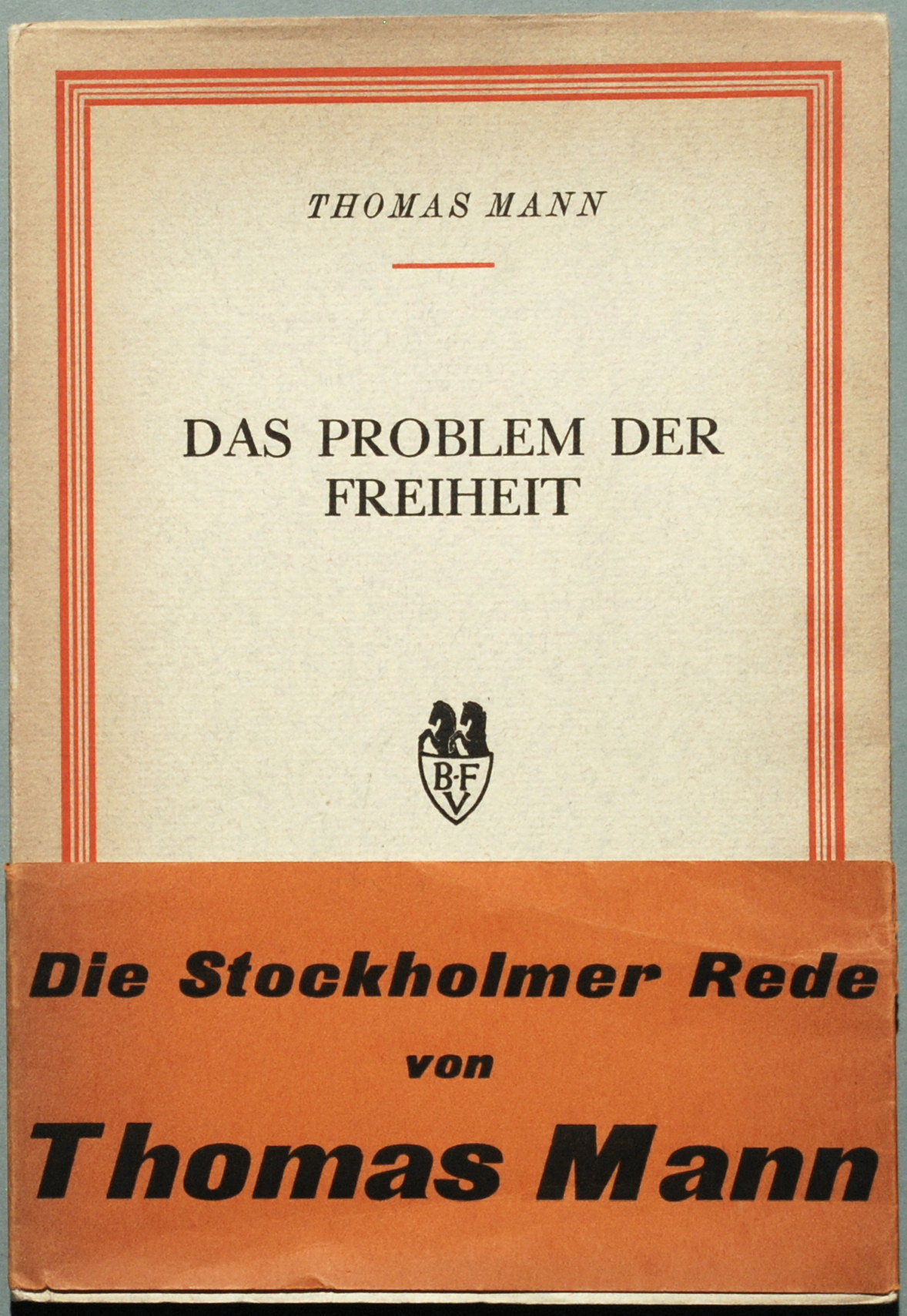
Erstdruck 1939

Thomas Mann, der über Demokratie spricht, geht bis zu Platon zurück und bezeichnet dessen Buch Politeia als sozialistische Utopie, weil Platon das persönliche Eigentum abschaffen möchte. Goethes Demokratieverständnis kommt zur Sprache. Der alte Goethe hofft noch kurz vor seinem Tod auf Menschenglück und -frieden. Und Heine wird zitiert: „Wir leben ja nicht mehr in den alten Helm- und Harnischzeiten des kriegerischen Rittertums, sondern in der friedlichen Bürgerzeit der warmen Leibbinden und Unterjacken.“ Bürgerzeit ist das Stichwort. Bürgerzeit, die 1789 in Frankreich anbricht mit dem Ruf nach Freiheit und Gleichheit.
Nach Thomas Mann schließen – rein logisch gesehen – Freiheit und Gleichheit einander aus, denn Freiheit betrifft Individuelles, jedoch Gleichheit betrifft Soziales. Beide Begriffe können allerdings auf natürliche Weise mit Hilfe der christlichen Humanität vereinigt werden: Vor Gott sind alle Menschen gleich. Demokratie ist der menschliche Ausgleich zwischen einem logischen Gegensatz, die Versöhnung von Freiheit und Gleichheit, der individuellen Werte und der Anforderungen der Gesellschaft.
Der Redner kommt auf die Untaten in der jüngeren europäischen Geschichte zu sprechen. Da sind jene Schrecknisse, die unter Umständen im Nachhinein zur Not entschuldbar sind, weil am Anfang noch so etwas wie ein hochherziger Wille die Täter trieb. Gemeint sind die Untaten nach 1789 in Frankreich und nach 1917 in Russland. Unverzeihlich aber, stellt Thomas Mann klar, sind die Untaten der deutschen Nationalsozialisten. Wie fing das an? Warum fiel die herrschende bürgerliche Welt in Deutschland dem Nationalsozialismus zum Opfer? Unter dem Nationalsozialismus sind die Arbeiter entrechtet, die Gewerkschaften vernichtet. Dem Anschein nach ist das goldene Zeitalter des Unternehmertums gekommen. Die sogenannte nationalsozialistische Revolution, betont Thomas Mann, ist Vernichtung der Grundfesten unserer Zivilisation.
Thomas Mann, unter dem Eindruck des Überfalls auf Polen, der am 1. September 1939 begann, ermutigt seine Zuhörer: Wir wagen es wieder, Worte wie Freiheit, Wahrheit und Recht in den Mund zu nehmen.

## Anmerkung
- Platon: Fürs Erste soll keiner irgendetwas als sein Eigentum besitzen.
- Kurzke referiert über die politische Essayistik Thomas Manns.